# Arbete & fritid (1973)
Arbete & fritid är ett självbetitlat studioalbum av den svenska proggruppen Arbete & fritid, utgivet på skivbolaget MNW 1973 (skivnummer MNW 39P/MNWCD 39). 2003 utgavs den på CD.

## Låtlista

### LP-versionen
A
1. "Gånglåt efter Lejsme Per Larsson, Malung" – 3:06
2. "Elâzig-Dans" – 2:48
3. "The European Way" – 9:08
4. "SlavvalS" – 2:03
5. "Halling efter Ulrik Jensestuen, Valdres" – 6:20

B
1. "Nidälven" – 2:36
2. "Petrokemi det kan man inte bada i" – 6:30
3. "Dagen lider" – 3:56
4. "Pols efter Steffen Henningsgård, Brekhena" – 2:38
5. "Vägen till nyvla" – 6:00

### CD-versionen
1. "Gånglåt efter Lejsme Per Larsson, Malung" – 3:06
2. "Elâzig-Dans" – 2:48
3. "The European Way" – 9:08
4. "Slavvals" – 2:03
5. "Halling efter Ulrik Jensestuen, Valdres" – 6:20
6. "Nidälven" – 2:36
7. "Petrokemi det kan man inte bada i" – 6:30
8. "Dagen lider" – 3:56
9. "Pols efter Steffen Henningsgård, Brekken" – 2:38
10. "Vägen till Nyvla" – 6:00
11. "Ostpusten - Västpusten" – 19:41

## Medverkande
- Tord Bengtsson – bas
- Torsten Eckerman – trumpet, slagverk
- Ove Karlsson – gitarr, sång, bas, cello
- Roland Keijser – saxofon, klarinett, flöjt, orgel
- Bosse Skoglund – trummor

### Fotnoter
1. ↑  ”Arbete & fritid”. Discogs.com. http://www.discogs.com/Arbete-Och-Fritid-Arbete-Och-Fritid/release/1956730. Läst 4 september 2012.